# Itapicuru
Itapicuru là một đô thị thuộc bang Bahia, Brasil. Đô thị này có diện tích 1550,832 km², dân số năm 2007 là 29112 người, mật độ 18,8 người/km².